# Irene Vecchi
Irene Vecchi (Livorno, 10 de junio de 1989) es una deportista italiana que compite en esgrima, especialista en la modalidad de sable.
Ganó tres medallas en el Campeonato Mundial de Esgrima, en los años 2013 y 2017, y siete medallas en el Campeonato Europeo de Esgrima entre los años 2009 y 2017.
Participó en tres Juegos Olímpicos de Verano, ocupando el sexto lugar en Londres 2012 (individual), el cuarto en Río de Janeiro 2016 (por equipos) y el cuarto en Tokio 2020 (por equipos).

## Palmarés internacional
| Campeonato Mundial | Campeonato Mundial      | Campeonato Mundial | Campeonato Mundial |
| Año                | Lugar                   | Medalla            | Prueba             |
| ------------------ | ----------------------- | ------------------ | ------------------ |
| 2013               | Budapest (Hungría)      | Medalla de bronce  | Sable individual   |
| 2017               | Leipzig (Alemania)      | Medalla de oro     | Sable por equipos  |
| 2017               | Leipzig (Alemania)      | Medalla de bronce  | Sable individual   |
| Campeonato Europeo |                         |                    |                    |
| Año                | Lugar                   | Medalla            | Prueba             |
| 2009               | Plovdiv (Bulgaria)      | Medalla de bronce  | Sable por equipos  |
| 2010               | Leipzig (Alemania)      | Medalla de bronce  | Sable por equipos  |
| 2011               | Sheffield (Reino Unido) | Medalla de oro     | Sable por equipos  |
| 2012               | Legnano (Italia)        | Medalla de bronce  | Sable por equipos  |
| 2013               | Zagreb (Croacia)        | Medalla de bronce  | Sable individual   |
| 2013               | Zagreb (Croacia)        | Medalla de bronce  | Sable por equipos  |
| 2017               | Tiflis (Georgia)        | Medalla de oro     | Sable por equipos  |